# 烏韋·許內邁耶
 烏韋·許內邁耶（德語：Uwe Hünemeier；1986年1月9日—）是一位德國足球運動員，在場上的位置是後衛, 曾效力於英超球隊布莱顿。